# ネストリ・イランクンダ
ネストリ・イランクンダ（フランス語: Nestory Irankunda、2006年2月9日 - ）は、タンザニア・キゴマ生まれのサッカー選手。EFLチャンピオンシップ・ワトフォードFC所属。オーストラリア代表。ポジションはFW。

## クラブ歴
ブルンジ人の両親がブルンジ内戦と彼の姉の病のために隣国タンザニアの難民キャンプに逃れてきていた最中に生まれた。生後3か月の時にパースに移住し、その後アデレードの郊外に定住した。兄と家でサッカーを始め、8歳の時にクラブチームに加入した。
2018年にアデレード・クロアチア・レイダーズSCの下部組織に加入し、次第に有名になっていく。

### アデレード・ユナイテッド
2020年には練習参加からアデレード・ユナイテッドFCの下部組織に移籍した。2021年には15歳ながらセカンドチームで出場を重ねて26試合12得点という驚異的な結果を残した。2021年9月27日にスカラーシップとしてプロ契約を締結した。
2022年1月8日、15歳333日でAリーグ・メンの試合に出場しプロ初出場を記録、これはAリーグ史上歴代6位、クラブ史上歴代3位の若さでの出場記録であった。同月30日に15歳355日でプロ初得点を記録、これはモハメド・トゥーレの15歳325日に次ぐリーグ史上歴代2位の若さでの記録となった。プロ初シーズンでありながら、シーズン末にはAリーグオールスターズに選出され、FCバルセロナ戦に参加した。
しかし翌シーズンに入ると、11月に度重なるミーティングへの遅刻や若手選手がやる事になっている雑用をしなかった等の問題でクラブから1か月の出場停止処分が下された。その後、試合でもカレム・ニウウェンホフにユニフォームを掴まれて止められた事に激昂して相手を突き飛ばして乱闘を引き起こす、別の試合中には放送局がピッチサイドに置いていたマイクを蹴り飛ばすなどの問題行為を起こした。それでも才能は確かで、FCバイエルン・ミュンヘンが獲得に動くなどの報道もあったが、若手オーストラリア人選手が渡欧して才能を枯らした先例の多さに鑑みてこれを断った。

### バイエルン・ミュンヘンとグラスホッパーズ
2023年11月14日、アデレード・ユナイテッドFCのクラブ記録となる移籍金でドイツのFCバイエルン・ミュンヘンに完全移籍することが発表された。なお、加入は18歳の誕生日を過ぎてからの2024年7月1日からとなる。
バイエルン加入後はリザーブチームのFCバイエルン・ミュンヘンIIに配属され、2024-25シーズンのレギオナルリーガ・バイエルン15試合に出場して4ゴール4アシストを記録。トップチームではUEFAチャンピオンズリーグ 2024-25 リーグフェーズ第6節のFCシャフタール・ドネツク戦を含む2試合でベンチ入りしたものの、いずれも出場機会はなかった。
2025年1月3日にはスイスのグラスホッパー・クラブ・チューリッヒに2024-25シーズン終了までの期限付き移籍で加入した。

### ワトフォード
2025年7月18日、イングランドのワトフォードFCに完全移籍し、5年契約を結んだ。

## 代表歴
ブルンジ人の両親の下、タンザニアに生まれてオーストラリアに移住したため、三国での代表資格を有している。
一貫してオーストラリア代表として出場を重ねており、年代別代表ではAFC U17アジアカップ2023に出場した。
2023年3月14日にはエクアドル代表との親善試合に臨むA代表のトレーニングメンバーに選出され、A代表に帯同した。ライリー・マッグリーが体調不良で代表に合流できなかったため、彼は親善試合2試合ともベンチ入りとなったが出場機会はなく、ダンカン・カミングスが持つA代表史上最年少記録更新とはならなかった。
2024年6月6日、2026 FIFAワールドカップ予選のバングラデシュ代表戦でA代表初出場。

## プレースタイル
速さと技術に長けているウィンガーで、相手ディフェンダーに対して積極的に挑みに行くメンタルを持っている。ゴール付近ではクロスを上げることもあるが、どちらかというと自らシュートを打っていくタイプである。体幹やフィジカルも若年ながら強いため、相手ディフェンダーからのファールを受けることが非常に多く、カール・ヴァールト監督は才能を守るようなレフェリングをお願いしたいと述べたこともある。さらに技術の高さからフリーキッカーを務めることもあり、プロ初得点はフリーキックで生まれている。
オーストラリア史上最高の才能と称されることもある。ハビ・ロペスは「17歳でここまでやれるのはリオネル・メッシと彼しか知らない。」と述べるなど、アジアサッカーの未来を背負う一人となることが期待されている。

## 私生活
幼少の頃はFCバルセロナが好きで、特にカルレス・プジョルとジェラール・ピケが好きな選手であった。そのため元々はセンターバックをしていたが、前線にコンバートされた経歴を持っている。
また、彼が自動車免許を取得するまでは父が送り迎えを、兄弟は彼のサッカー代を支払うためにサッカーを辞めた、そして母や姉には幼少の頃から面倒を見てもらっているなどの家庭事情があるため、彼は両親と兄弟を非常に尊敬している。